# السراة (ولد ربيع)

تعديل مصدري - تعديل

السراة هي إحدى قرى عزلة قيفه ال مهدي بمديرية ولد ربيع التابعة لمحافظة البيضاء، بلغ تعداد سكانها 110 نسمة حسب تعداد اليمن لعام 2004.